# Marshall Herskovitz
Marshall Herskovitz, nome completo Marshall Schreiber Herskovitz (Filadelfia, 23 febbraio 1952), è un regista, sceneggiatore e produttore cinematografico statunitense.
Tra le sue produzioni spiccano Mi chiamo Sam e L'ultimo samurai.
Herskovitz ha frequentato la Brandeis University.

## Filmografia parziale

### Regista
- Un eroe piccolo piccolo (Jack the Bear) (1993)
- Padrona del suo destino (Dangerous Beauty) (1998)

### Sceneggiatore
- L'ultimo samurai (The Last Samurai), regia di Edward Zwick (2003)
- Amore & altri rimedi (Love and Other Drugs), regia di Edward Zwick (2010)
- Jack Reacher - Punto di non ritorno (Jack Reacher: Never Go Back), regia di Edward Zwick (2016)
- American Assassin, regia di Michael Cuesta (2017)

#### Soggetto
- The Great Wall, regia di Zhāng Yìmóu (2016)

### Produttore
- My So-Called Life (1994-1995) - Serie TV
- Traffic, regia di Steven Soderbergh (2000)
- Mi chiamo Sam (I Am Sam), regia di Jessie Nelson (2001)
- Ancora una volta (Once and Again) (1999-2002) - Serie TV
- About Alex, regia di Jesse Zwick (2014)
- Woman Walks Ahead, regia di Susanna White (2017)
- La verità negata, regia di Edward Zwick (2018)